# Raphael Onyedika
Raphael Onyedika Nwadike (født 19. april 2001) er en nigeriansk professionel fodboldspiller, som spiller for den belgiske 1. division A-klub Club Brugge og Nigerias landshold.

## Klubkarriere

### FC Midtjylland
Onyedika begyndte hos akademiet hos FC Midtjyllands nigerianske samarbejdsklub FC Ebedei da han var 15 år gammel. Efter tre år hos Ebedei, skiftede han i foråret 2019 til Midtjyllands akademi. Efter at have imponeret for akademiet, blev han i august 2020 udlejet til FC Fredericia.
Efter han vendte tilbage fra lejeaftalen blev han rykket op på FCM's førstehold.

### Club Brugge
Onyedika skiftede i august 2022 til Club Brugge.

## Landsholdskarriere
Onyedika debuterede for Nigerias landshold den 27. september 2022.